# Слободни стих
Слободни стих јесте термин који се узима за описивање различитих стилова поезије који се не придржавају ограничења традиције и у метрици и у ритму.

## Историјски развој
Термин је употребљен први пут у 1915. години у анонимном предговору антологије ране књижевности модернизма. У том уводу пише; „Ми не инсистирамо на 'слободном стиху' као једином начину писања поезије. Ми се боримо за њега као једног од принципа слободе.“ (Енглески.: „We do not insist upon 'free-verse' as the only method of writing poetry. We fight for it as for a principle of liberty.")
Идеал првих писаца слободних стихова добро је описао и Езра Паунд, који је рекао „Што се тиче ритма, он треба да одражава секвенцу музичке фразе, а не секвенцу метронома“ (Енглески.: "As regarding rhythm: to compose in the sequence of the musical phrase, not in sequence of a metronome.")
Неки песници су сматрали да слободни стих, поред своје слободе, мора ипак одражавати и неке елементе форме. Томас С. Елиот је написао „Ниједан стих није слободан за човека који жели да уради добар посао“ (Енглески.: "No verse is free for the man who wants to do a good job."). У неким земљама, слободни стих се још увек не користи.

## Претходници
Бесплатни стих се први пут појављује у Француској у 19. веку. Сматра се да су први писци који су га користили били Густав Кан и Жул Лафоргу . Волт Витмен је свој приступ стиховима засновао на Библији и иако га многи оспоравају, један је од првих оснивача слободних стихова у Америци .
Многи песници викторијанског доба су експериметисали са формом песме. На пример, песма Окрутна Господарица (Енглески.: „The Cruel Mistress“) , Роберт Луис Стивенсон је рани пример слободног стиха.
Понекад је у Француској слободне стихове користио Артур Рембо, а у Холандији, Фредерик ван Еден.